# Doktor Dolittle

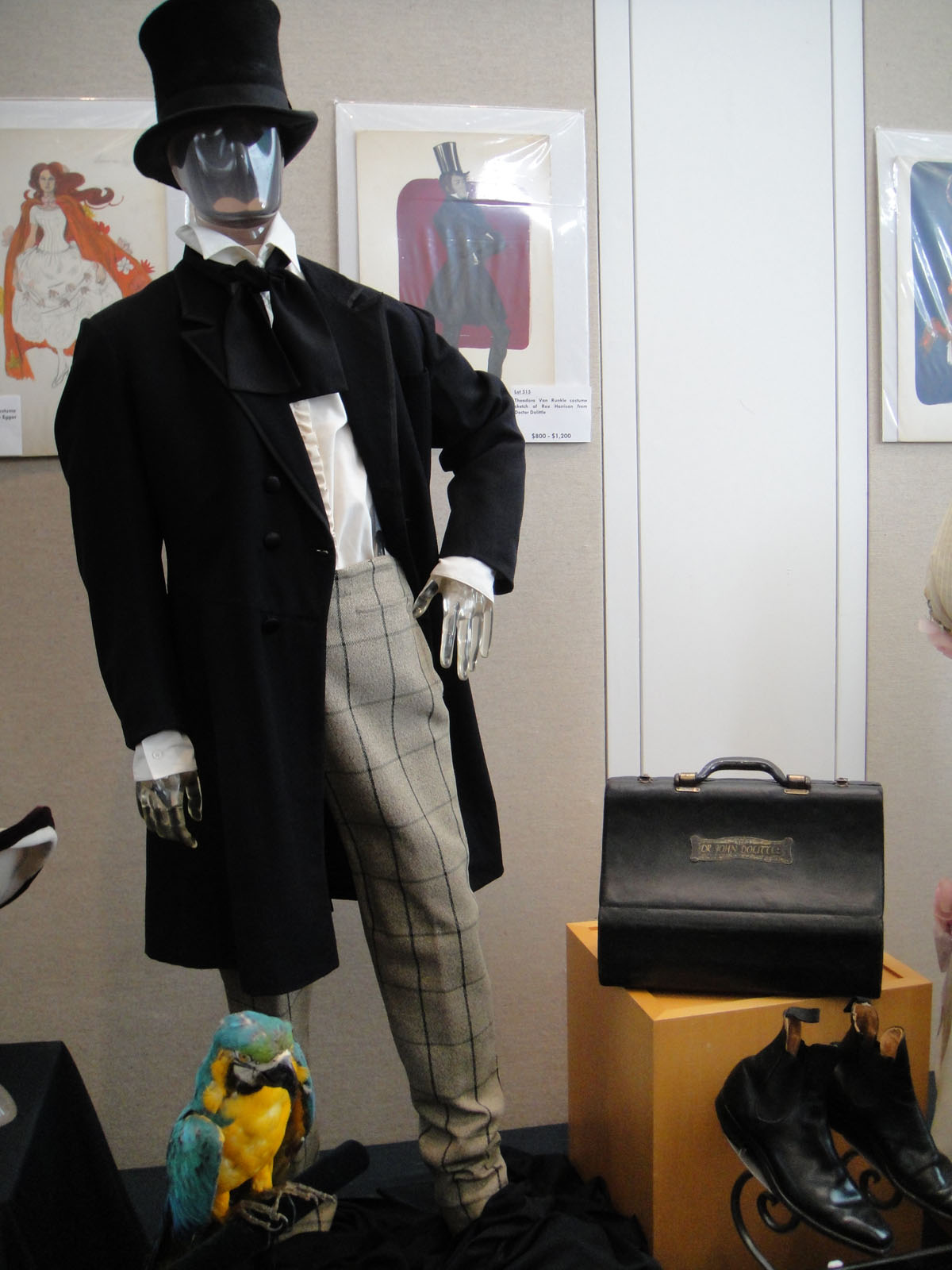
Kostium i przybory Doktora Dolittle z adaptacji z 1967 roku

Doktor Dolittle – główny bohater serii powieści dla dzieci Hugh Loftinga.

## Charakterystyka
Doktor John Dolittle jest lekarzem, mieszka w Puddleby nad rzeką Marsh (Puddleby-on-the-Marsh). Pewnego dnia jego papuga, Polinezja, uczy go języka zwierząt. Od tej pory zostaje lekarzem weterynarii. Jest bardzo surowy, kiedy zwierzęta są źle traktowane. W czasie, gdy rozpoczyna się akcja pierwszego tomu, ma prawdopodobnie trzydzieści kilka lat. Opisywany jest jako mężczyzna niewielkiego wzrostu, krępy, ale przy tym sprawny i silny fizycznie. Nigdy nie był żonaty i poza siostrą, która pojawia się w książkach sporadycznie, nie ma krewnych.
Akcja powieści dzieje się w pierwszej połowie XIX wieku. Autor nie lokalizuje jej dokładnie: książki powstawały po I wojnie światowej, a na początku pierwszego tomu cyklu autor użył określenia czasu „kiedy wasi dziadkowie byli jeszcze małymi dziećmi”. O czasie akcji świadczy opis otoczenia (statki są wyłącznie żaglowe, nie ma jeszcze pociągów, podróżuje się tylko dyliżansami).
W Polsce czasem zarówno imię postaci jak i nazwa serii tłumaczone są jako „Doktor Nieboli”.
Pierwszy (zarówno pod względem kolejności tworzenia, jak i chronologii książek) tom, Doktor Dolittle i jego zwierzęta, przetłumaczyła na język polski Wanda Kragen, pozostałe tomy – Janina Mortkowiczowa. Przekład Wandy Kragen odbiega nieco od późniejszych, jest prostszy (np. Mateusz Mugg, choć występuje w książce, nie jest wymieniony z nazwiska).

## Przyjaciele doktora Dolittle
Polinezja – papuga. To ona nauczyła doktora języka zwierząt. Pod koniec pierwszego tomu, razem z Czi-Czi i krokodylem, zostaje w Afryce. Powraca jednak do doktora w tomie Podróże doktora Dolittle.
Dab-Dab – kaczka. Gospodyni w domu doktora. Denerwuje się, gdy doktor wydaje wszystkie swoje pieniądze, co mu się dosyć często zdarza.
Tu-Tu – sowa. Jest świetną matematyczką, zawsze zajmuje się sprawami wymagającymi policzenia czegoś.
Geb-Geb – prosię. Zawsze myśli tylko o jedzeniu, co często jest krytykowane przez pozostałych ulubieńców doktora.
Czi-Czi – małpka. Kiedyś należała do kataryniarza, ale ponieważ była źle traktowana, doktor odkupił ją od niego. Pod koniec pierwszego tomu, razem z Polinezją i krokodylem, zostaje w Afryce. Powraca jednak w tomie Podróże doktora Dolittle.
Jip – pies. Pod koniec pierwszego tomu ratuje pewnego człowieka, za co dostaje złotą obrożę.
Dwugłowiec – jedno ze zwierząt doktora. Małpy z Afryki, z wdzięczności za uratowanie ich od epidemii, podarowały mu dwugłowca. Zwierzę to ma dwie głowy, jedną na każdym końcu ciała. Kiedy doktor nie był jeszcze dyrektorem cyrku, dwugłowiec stanowił jego największą atrakcję.
Biała myszka – jedno z ulubieńców doktora. W tomie Ogród zoologiczny doktora Dolittle zostaje burmistrzem miasta zwierząt.
Sus – pies. Należy do klowna Hoppa, doktor spotyka go w cyrku. Potem zostaje z doktorem.
Tobby lub Toby – pies z teatru marionetek cyrku. Potem zostaje z doktorem.
Pyskacz – wróbel. Mieszka w Londynie. Niezwykle lubi obrażać innych ludzi i zwierzęta, często używając nieodpowiednich słów. Odegrał niemałą rolę w Poczcie Jaskółczej doktora Dolittle oraz w jego Ptasiej Operze.
Mateusz Mugg – karmiciel kotów. Jest przyjacielem doktora. Często bywał w więzieniu. Jest niewykształcony, wszystko musi mu czytać żona, Teodozja. Razem z żoną odegrali dużą rolę w cyrku doktora Dolittle: on był zastępcą dyrektora (czyli doktora), a ona garderobianą.
Książę Bumpo – Afrykańczyk, następca tronu afrykańskiego królestwa Jolliginka. Poznaje doktora w pierwszym tomie przygód, uwalniając go z więzienia w kraju swego ojca. Potem studiuje w Oxfordzie i w niektórych dalszych tomach spotyka się z doktorem, towarzysząc mu też w podróżach. Jest bardzo silny, wesoły i prostoduszny, zawsze chodzi boso, bo tak się przyzwyczaił w Afryce.
Tomasz Stubbins – syn szewca. Jako jedyna osoba, poza doktorem, potrafi rozmawiać ze zwierzętami. Brał udział w wielu podróżach doktora. W książkach, w których występuje jego postać, jest narratorem, a we wstępach do innych opisuje siebie samego jako biografa doktora Dolittle, prawdopodobnie już nieżyjącego.

## Książki

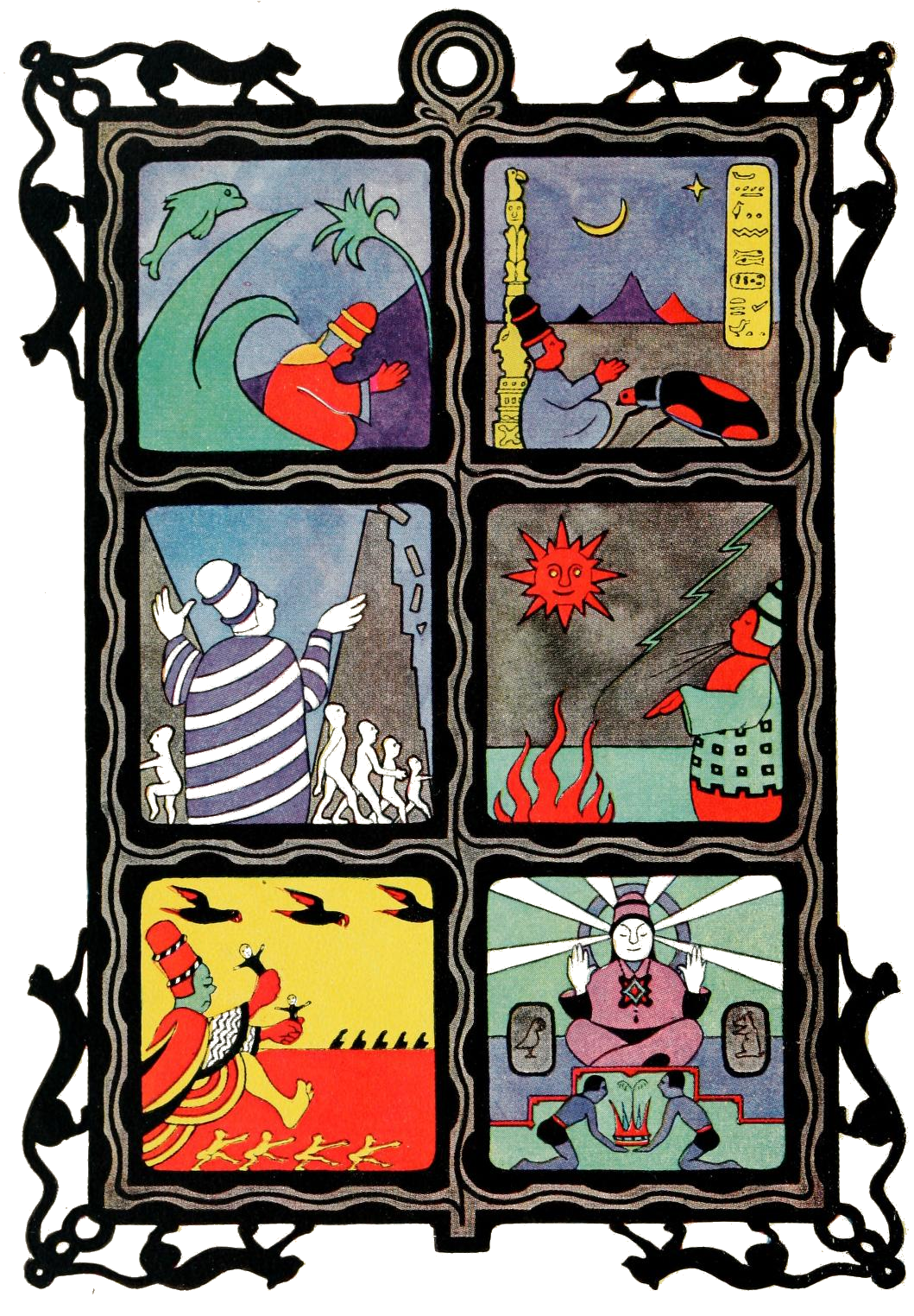
Ilustracja z anglojęzycznego wydania Podróży doktora Dolittle z 1922 roku

### Powieści i opowiadania w kolejności wydawania
- Doktor Dolittle i jego zwierzęta (The Story of Doctor Dolittle, 1920), polskie wydanie 1934.
- Podróże Doktora Dolittle (The Voyages of Doctor Dolittle, 1922), polskie wydanie 1936.
- Poczta Doktora Dolittle (Doctor Dolittle's Post Office, 1923), polskie wydanie 1938.
- Cyrk Doktora Dolittle (Doctor Dolittle's Circus, 1924), polskie wydanie 1937.
- Ogród zoologiczny doktora Dolittle (Doctor Dolittle's Zoo, 1925), polskie wydanie 1939.
- Opera Doktora Dolittle (Doctor Dolittle's Caravan, 1926), polskie wydanie 1938.
- Największa podróż doktora Dolittle (Doctor Dolittle's Garden, 1927), polskie wydanie 1960.
- Doktor Dolittle na Księżycu (Doctor Dolittle in the Moon, 1928), polskie wydanie 1961.
- Powrót doktora Dolittle (Doctor Dolittle's Return, 1933), polskie wydanie 1961.
- Doktor Dolittle i Tajemnicze Jezioro (Doctor Dolittle and the Secret Lake, 1948, pośmiertnie), polskie wydanie 1987.
- Doktor Dolittle i zielona kanarzyca (Doctor Dolittle and the Green Canary, 1950, pośmiertnie), polskie wydanie 1988.
- Opowieści z Puddleby (Doctor Dolittle's Puddleby Adventures, 1952, pośmiertnie), polskie wydanie 1990.

### Chronologicznie
- Doktor Dolittle i jego zwierzęta
- Cyrk doktora Dolittle
- Opera doktora Dolittle
- Doktor Dolittle i zielona kanarzyca
- Poczta doktora Dolittle
- Podróże doktora Dolittle
- Ogród zoologiczny doktora Dolittle
- Największa podróż doktora Dolittle
- Doktor Dolittle na Księżycu
- Powrót doktora Dolittle
- Doktor Dolittle i Tajemnicze Jezioro
- Opowieści z Puddleby

### Innych autorów
- Oliver Mittelbach – Kłopoty doktora Dolittle (na podst. książki H. Loftinga, Wydawnictwo Zielona Sowa, ISBN 83-7389-716-X, ISBN 83-7435-130-6)

### Inne pozycje
- Gub-Gub's Book, an Encyclopaedia of Food (1932)
- Doctor Dolittle's Birthday Book (1935)

## Ekranizacje
- 1928: Doktor Dolittle und seine Tiere (niemy film animowany; reż. Lotte Reiniger)
- 1967: Doktor Dolittle (musical; reż. Richard Fleischer)
- 1970–1972: Doctor Dolittle (amerykański serial animowany)
- 1984: The Voyages of Dr. Dolittle (kanadyjski serial animowany)
- 1998: Dr Dolittle (film fabularny z Eddiem Murphym w roli głównej; reż. Betty Thomas)
- 2001: Dr Dolittle 2 (film fabularny z Eddiem Murphym w roli głównej; reż. Steve Carr)
- 2006: Dr Dolittle 3 (film fabularny z Kylą Pratt w roli głównej; reż. Rich Thorne)
- 2008: Dr Dolittle i pies prezydenta (film fabularny z Kylą Pratt w roli głównej; reż. Craig Shapiro)
- 2009: Dr Dolittle: W pogoni za błahostkami (film fabularny z Kylą Pratt w roli głównej; reż. Alex Zamm)
- 2020: Doktor Dolittle (film fabularny z 2020, reż. Stephen Gaghan)[2]